# Zofia Jastrzębska
Zofia Jastrzębska (* 7. Dezember 1998 in Krakau) ist eine polnische Schauspielerin.

## Leben und Karriere
Jastrzębska wurde am 7. Dezember 1998 in Krakau geboren. Sie studierte an der Akademia Sztuk Teatralnych w Krakowie. Ihr Debüt gab sie 2016 in Szkoła. 2019 war sie in Zameldowani zu sehen. Zwischen 2019 und 2020 trat Jastrzębska in Zakochani po uszy auf. Von 2022 bis 2023 war sie in der Serie Na dobre i na złe zu sehen. Unter anderem bekam sie in der Netflixserie Infamia eine Hauptrolle. Im selben Jahr wurde sie für die Serie Dziewczyna i kosmonauta gecastet.
Neben ihrer Muttersprache Polnisch spricht Jastrzębska noch Englisch und Französisch.

## Filmografie
- 2016–2017: Szkoła
- 2019: Zameldowani
- 2019–2020: Zakochani po uszy
- 2021: Kowalscy kontra Kowalscy
- 2022: Warszawianka
- 2022: Światło nocy
- 2022: Kundel
- 2022–2023: Na dobre i na złe
- 2023: Komisarz Alex
- 2023: Ein Mädchen und ein Kosmonaut (Dziewczyna i kosmonauta)
- 2023: Infamia
- 2023: Camera Café
- 2024: Farben des Bösen – Rot (Kolory zla. Czerwien)